# Robert C. Hill
Robert Charles Hill (* 30. September 1917 in Littleton, New Hampshire; † 28. November 1978 ebenda) war ein US-amerikanischer Diplomat und Politiker der Republikanischen Partei, der zwischen 1956 und 1957 Assistant Secretary of State for Congressional Relations sowie mehrmals Botschafter war. Er war ferner von 1973 bis 1974 Assistant Secretary of Defense for International Security Affairs.

## Leben

### Beginn der diplomatischen Laufbahn, Botschafter in Costa Rica und El Salvador
Robert Charles Hill absolvierte zunächst ein grundständiges Studium am Dartmouth College, das er 1942 mit einem Bachelor of Arts (B.A.) beendete. Er trat danach in den diplomatischen Dienst (Foreign Office) ein und war zunächst zwischen 1944 und 1946 Vizekonsul in Kalkutta. Während dieser Zeit absolvierte er ein postgraduales Studium der Rechtswissenschaften an der Juristischen Fakultät (Law School) der Boston University, welches er 1946 abschloss. Er war von 1946 bis 1947 Mitarbeiter des Ausschusses für Banken und Währung des US-Senats. Nach verschiedenen anderen Tätigkeiten wurde er am 23. Oktober 1953 zum Botschafter der Vereinigten Staaten in Costa Rica ernannt und übergab dort am 4. November 1953 als Nachfolger von Philip Bracken Fleming sein Beglaubigungsschreiben. Er verblieb auf diesem Posten bis zum 10. September 1954 und wurde daraufhin von Robert F. Woodward abgelöst. Er selbst wurde am 25. September 1954 zum Botschafter in El Salvador ernannt und löste dort Michael J. McDermott mit Übergabe seiner Akkreditierung am 4. November 1954 ab. Er bekleidete dieses Amt bis zum 21. September 1955, woraufhin Thomas C. Mann seine Nachfolge antrat.

### Assistant Secretary of State, Botschafter in Mexiko und Spanien
Nachdem Hill von 1955 bis 1956 Sonderassistent des Unterstaatssekretär im US-Außenministerium war, wurde er am 7. März 1956 zum Nachfolger von Thruston Ballard Morton zum Assistant Secretary of State for Congressional Relations ernannt und war als solcher bis zum 26. Juni 1957 Leiter der Leiter der Unterabteilung für Beziehungen zum Kongress und Internationale Konferenzen (Bureau for Congressional Relations and International Conferences). Sein Nachfolger wurde im Anschluss William B. Macomber. Daraufhin erfolgte am 20. Mai 1957 seine Ernennung zum Botschafter der Vereinigten Staaten in Mexiko und übergab dort am 25. Juli 1957 als Nachfolger von Francis White sein Beglaubigungsschreiben. Er hatte diese Funktion bis zum 1. Dezember 1960 inne und wurde danach abermals von Thomas C. Mann abgelöst.
Im Anschluss wechselte Robert C. Hill für einige Jahre in die Politik und war zwischen 1961 und 1962 für die Republikanische Partei Mitglied im Repräsentantenhaus von New Hampshire. Er war zudem von 1965 bis 1968 Mitglied in der Sondergruppe für nationale Sicherheit (Task Force on National Security) des Republican National Committee sowie zwischen 1967 und 1968 Vorsitzender der Task Force on National Security. Er kehrte danach in den diplomatischen Dienst zurück und wurde am 1. Mai 1969 zum Botschafter der Vereinigten Staaten in Spanien ernannt und überreichte als Nachfolger von Robert F. Wagner, Jr. am 12. Juni 1969 seine Akkreditierung. Er übte dieses Amt bis zum 12. Januar 1972 aus und wurde daraufhin von Horacio Rivero, Jr. abgelöst.

### Kandidatur als Gouverneur, Assistant Secretary for Defense und Botschafter in Argentinien
Nach seiner Abberufung von diesem Posten gab Hill für die Republikanische Partei seine Kandidatur für das Amt als Gouverneur von New Hampshire bekannt. Er zog allerdings seine Bewerbung noch vor der Vorwahl (Primary) zurück. Am 11. Mai 1973 übernahm er als Nachfolger von Lawrence Eagleburger im US-Verteidigungsministerium das Amt als Assistant Secretary of Defense for International Security Affairs und war als solcher bis zu seiner Ablösung durch Vizeadmiral Ray Peet am 6. Januar 1974 Leiter der Unterabteilung für Internationale Sicherheit.
Zuletzt wurde Robert Charles Hill am 19. Dezember 1973 zum Botschafter der Vereinigten Staaten in Argentinien ernannt und überreichte am 15. Februar 1974 sein Beglaubigungsschreiben als Nachfolger von John Davis Lodge. Er verblieb auf diesem Posten bis zum 10. Mai 1977, woraufhin Raul Hector Castro seine dortige Nachfolge antrat. Aus seiner Ehe mit Cecelia Bowdoin Hill gingen zwei Söhne hervor. Er starb an den Folgen eines Herzinfarkts.